# Hans Kissel
Hans Kissel (19 février 1897, Mannheim - 30 novembre 1975, Aglasterhausen) est un militaire allemand, général de la Wehrmacht durant la Seconde Guerre mondiale.

## Biographie
Pendant la Première Guerre mondiale, Kissel s'engage le 23 septembre 1915 comme porte-drapeau dans le 142e régiment d'infanterie. 

## Batailles
- Bataille de France
- Opération Barbarossa
- Bataille d'Uman
- Bataille de Kiev (1941)
- Première bataille de Kharkov
- Bataille du Caucase
- Bataille du Dniepr
- Première offensive du Jassy-Kishinev (en)
- Offensive Jassy–Kishinev

## Décorations
- Croix de fer (1914)
  - 2e classe
  - 1re classe
- Croix d'honneur
- Croix de fer (1939)
  - 2e classe
  - 1re classe
- Insigne des blessés (1939)
  - en noir ou argent
- Médaille du Front de l'Est
- Croix allemande en or (18 juin 1942)
- Croix de chevalier de la Croix de fer

- - Chevalier le 17 mars 1944 en tant qu'Oberst et commandant du régiment de grenadiers no 683